# Ivu

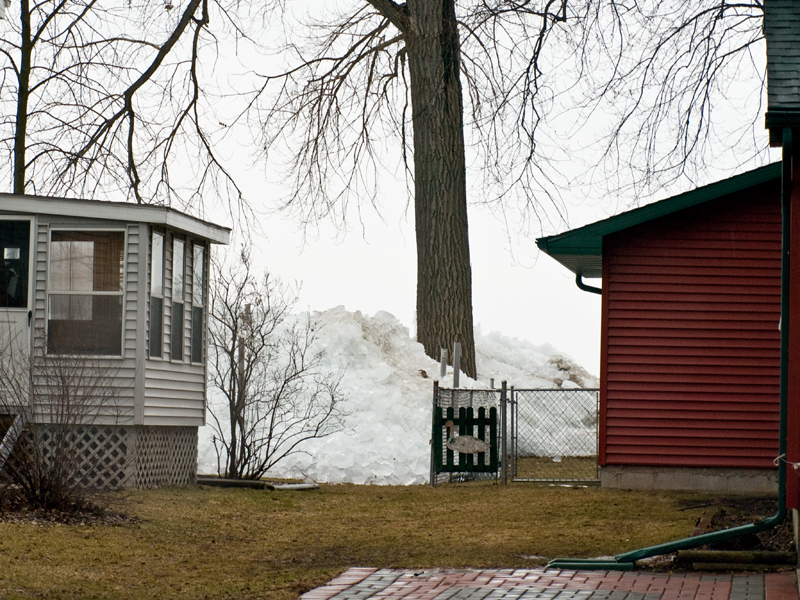
Un Ivu en Wisconsin en el marzo de 2009

El Ivu (también llamado "ola de hielo") es un fenómeno natural que ocurre en climas fríos. Es, más bien, un tsunami de hielo, causado por el mar congelado, que cuando la capa de hielo del mismo mar rompe con la costa, parece una ola en cámara lenta. El fenómeno es poco común y bastante extraño. Algunos científicos creen que es un fenómeno provocado por el calentamiento global.